# الاغواط، الجزایر
الاغواط (به عربی: الأغواط) شهری در استان الاغواط واقع در کشور الجزایر است که در سال ۱۹۹۸ میلادی ۹۶٫۳۴۲ نفر جمعیت داشته و جمعیت آن در سال ۲۰۰۵ میلادی به ۱۲۶٫۲۹۱ نفر رسیده‌است.